# Каньйон-Крік (округ Гуд, Техас)
Каньйон-Крік (англ. Canyon Creek) — переписна місцевість (CDP) в США, в окрузі Гуд штату Техас. Населення — 1249 осіб (2020).

## Географія
Каньйон-Крік розташований за координатами 32°23′28″ пн. ш. 97°44′22″ зх. д. / 32.39111° пн. ш. 97.73944° зх. д. (32.390978, -97.739380).  За даними Бюро перепису населення США в 2010 році переписна місцевість мала площу 6,64 км², з яких 6,10 км² — суходіл та 0,54 км² — водойми.

## Демографія
Згідно з переписом 2010 року, у переписній місцевості мешкало 916 осіб у 342 домогосподарствах у складі 247 родин. Густота населення становила 138 осіб/км².  Було 505 помешкань (76/км²).
Расовий склад населення:
| - 87,7 % — білих - 1,2 % — корінних американців - 0,9 % — чорних або афроамериканців - 0,2 % — азіатів - 7,0 % — осіб інших рас |

До двох чи більше рас належало 3,1 %. Частка іспаномовних становила 14,6 % від усіх жителів.
За віковим діапазоном населення розподілялося таким чином: 25,5 % — особи молодші 18 років, 59,9 % — особи у віці 18—64 років, 14,6 % — особи у віці 65 років та старші. Медіана віку мешканця становила 38,2 року. На 100 осіб жіночої статі у переписній місцевості припадало 99,1 чоловіків;  на 100 жінок у віці від 18 років та старших — 98,3 чоловіків також старших 18 років.
Середній дохід на одне домашнє господарство  становив 50 870 доларів США (медіана — 37 308), а середній дохід на одну сім'ю — 56 171 долар (медіана — 39 068). За межею бідності перебувало 45,8 % осіб, у тому числі 78,5 % дітей у віці до 18 років та 4,5 % осіб у віці 65 років та старших.
Цивільне працевлаштоване населення становило 383 особи. Основні галузі зайнятості: освіта, охорона здоров'я та соціальна допомога — 33,9 %, науковці, спеціалісти, менеджери — 15,9 %, інформація — 8,9 %, будівництво — 6,3 %.